# Gouvernement Mongenast
Gouvernement Eyschen Gouvernement Loutsch
Le gouvernement Mongenast (luxembourgeois : Regierung Mongenast), est le gouvernement du Luxembourg en fonction du 12 octobre 1915 au 6 novembre 1915 au cours de l'occupation allemande du Luxembourg pendant la Première Guerre mondiale.

## La transition
La mort de Paul Eyschen le 12 octobre 1915 plonge le pays dans une succession de crises gouvernementales. La forte personnalité de l’éternel ministre d’État avait longtemps réussi à masquer la profonde désunion du monde politique luxembourgeois. En effet, depuis le tournant du siècle, les luttes politiques étaient devenues plus opiniâtres. En 1908, les libéraux et les socialistes avaient formé le bloc de la gauche pour tenir la droite en échec lors des élections. L’anticléricalisme était le ciment de cette alliance contre nature entre des notables qui représentaient les intérêts du patronat et un parti qui défendait les intérêts de la classe ouvrière. Le bloc assurait à la gauche une solide majorité à la Chambre des députés. Cependant, la guerre, avec son cortège de privations, change les rapports de
force. Confrontée aux tensions sociales dues à la situation dramatique du ravitaillement et à la hausse des prix, l’union de la gauche s’effrite, alors que le Parti de la droite, au sein duquel des personnalités comme Pierre Dupong et Émile Reuter développent la tendance chrétienne-sociale, gagne en popularité.
Au lieu d’atténuer la violence des luttes en jouant son rôle d’arbitre, la couronne prend de plus en plus ouvertement parti pour la droite. En 1912, Marie-Adélaïde attend six semaines avant de signer la loi scolaire tant combattue par les catholiques. En 1915, la Grande-Duchesse
tarde à nommer les bourgmestres de Differdange et de Hollerich, tous les deux libres penseurs réputés pour leur anticléricalisme. Mathias Mongenast, chargé de former un nouveau gouvernement après le décès d’Eyschen, démissionne quand il entre en conflit avec la couronne à propos de la nomination au poste vacant de directeur de l’École normale.

## Composition
| Portefeuille                                                                           | Titulaire         | Titulaire |
| -------------------------------------------------------------------------------------- | ----------------- | --------- |
| Président du Conseil de gouvernement (faisant-fonction) Directeur général des Finances | Mathias Mongenast |           |
| Directeur général de la Justice et des Travaux publics                                 | Victor Thorn      |           |
| Directeur général de l'Intérieur                                                       | Ernest Leclère    |           |